# Cahire
Cahire est un village de la commune de Plougoumelen, dans le Morbihan, célèbre pour ses chaumières. Il comprend une vingtaine de maisons traditionnelles représentatives de l'habitat rural breton des XVIIe, XVIIIe et XIXe siècles, dont la plupart sont encore couvertes de chaume.

## Localisation

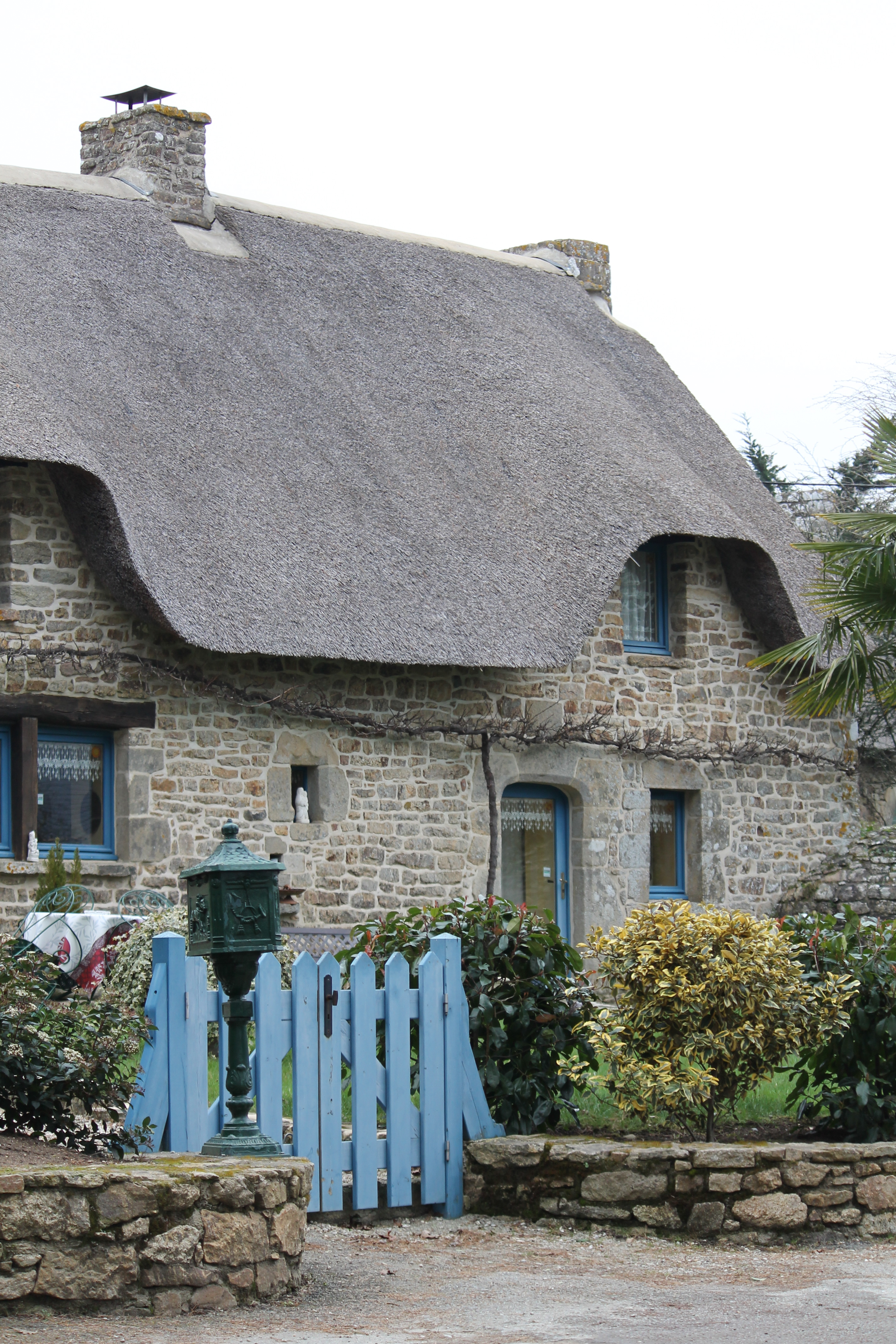
Une chaumière de Cahire.

Le hameau est situé à environ 1 km au nord-est du bourg de Plougoumelen, à une douzaine de kilomètres à l'ouest de Vannes.

## Histoire
Au début du XIXe siècle, Cahire fut un noyau de la « Petite Église », un mouvement d'insubordination au pape. L'abbé Joseph Le Leuch, trésorier de l'Armée Catholique et Royale de Bretagne lors de la Chouannerie, utilisa sa maison comme chapelle à partir de 1810 pour y célébrer les baptêmes, les mariages et les messes.

## Protection
Le village de Cahire est site inscrit depuis le 26 décembre 1977.

## Photographies

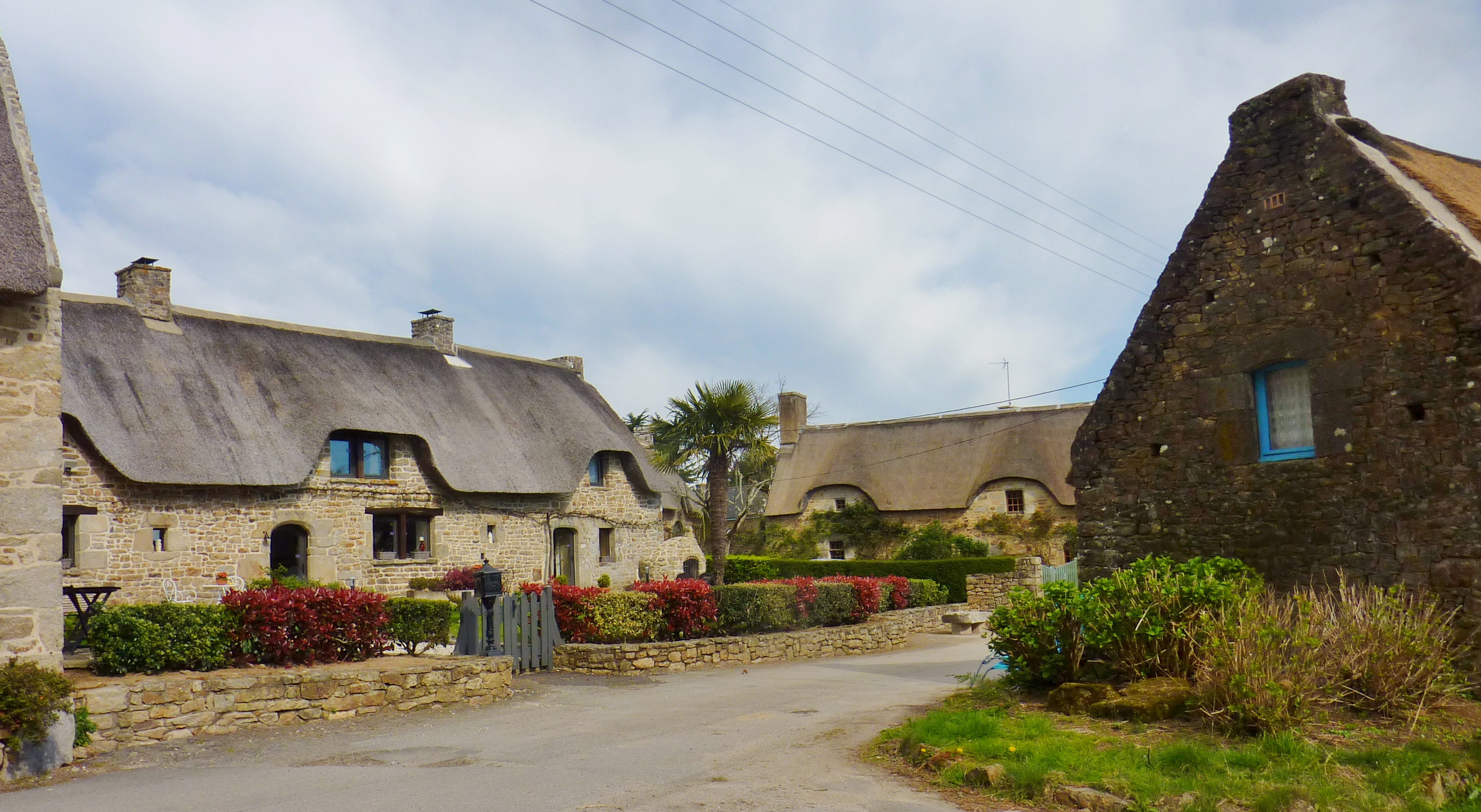
Maisons à toit de chaume à Cahire 1.
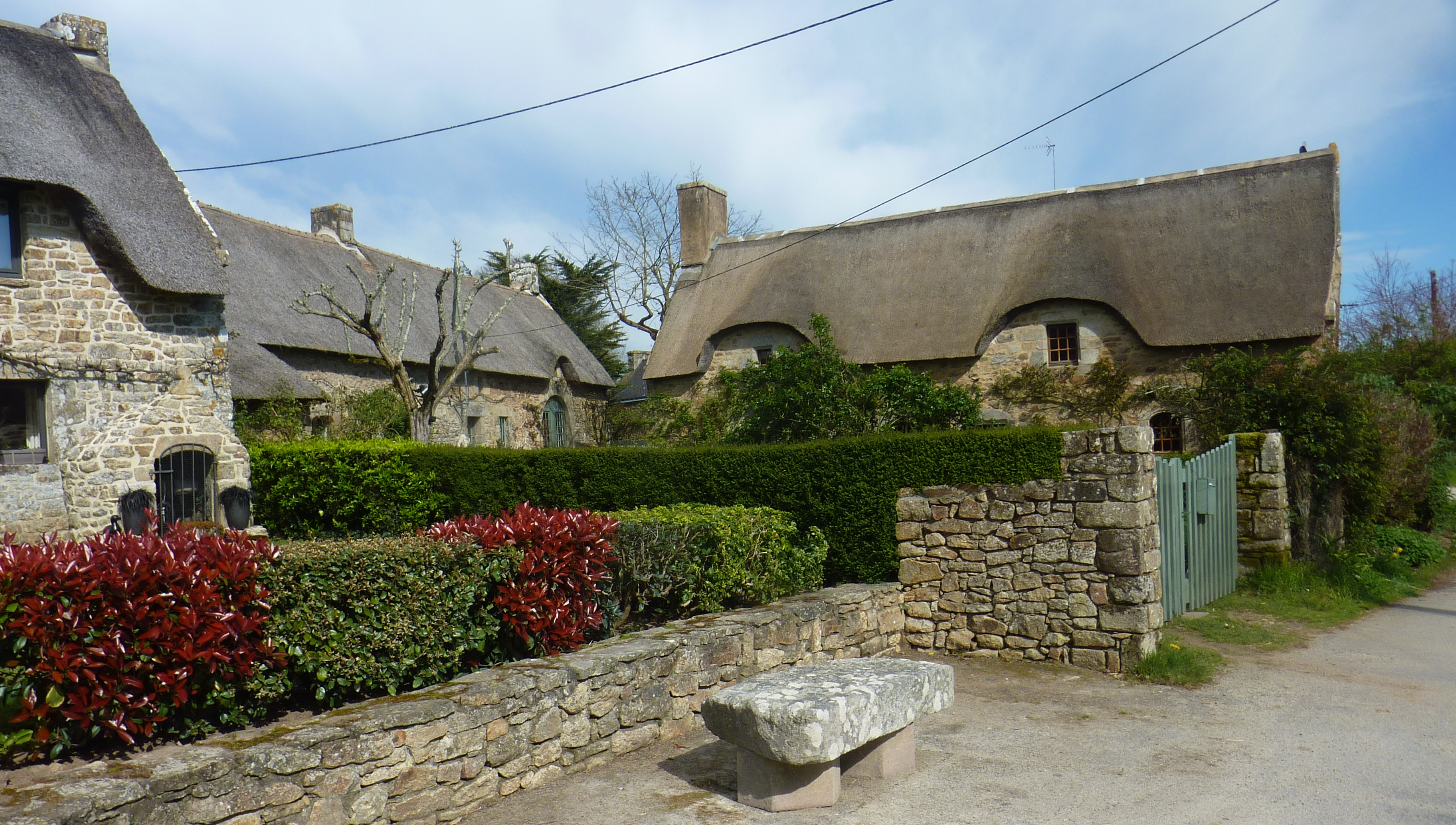
Maisons à toit de chaume à Cahire 2.
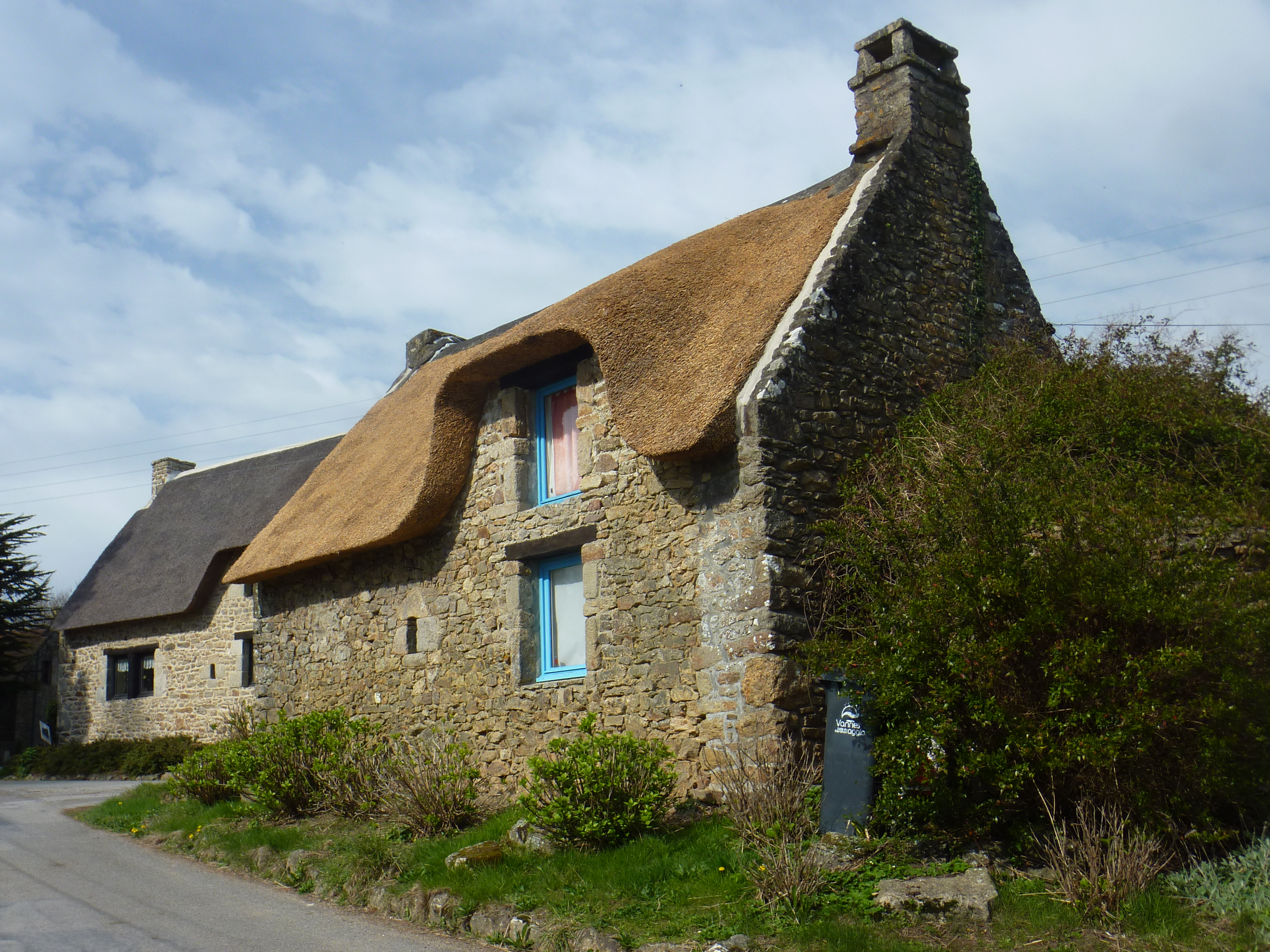
Maison à toit de chaume à Cahire.